# WBSC Premier12 2015
Der WBSC Premier 12 2015 war die Eröffnungssaison des WBSC Premier 12, eines internationalen Baseballturniers, das von der World Baseball Softball Confederation ausgerichtet wird. Das Turnier fand vom 8. bis 21. November 2015 in Taiwan und Japan statt. Es wurde von der südkoreanischen Baseballnationalmannschaft gewonnen, die das Finale gegen die USA mit 8–0 gewann.

## Teilnehmende Teams
Für die Teilnahme qualifizierten sich die 12 Baseballnationalmannschaften mit der höchsten Punktzahl in den WBSC World Rankings. Dies waren zum Zeitpunkt der Auswahl folgende:
| Rang | Team                    | Punkte |
| ---- | ----------------------- | ------ |
| 1    | Japan                   | 785.18 |
| 2    | Vereinigte Staaten      | 766.02 |
| 3    | Kuba                    | 662.98 |
| 4    | Taiwan                  | 605.48 |
| 5    | Niederlande             | 433.50 |
| 6    | Dominikanische Republik | 379.18 |
| 7    | Kanada                  | 353.52 |
| 8    | Südkorea                | 340.90 |
| 9    | Puerto Rico             | 291.50 |
| 10   | Venezuela               | 269.00 |
| 11   | Italien                 | 196.18 |
| 12   | Mexiko                  | 136.78 |

## Teilnehmende Spieler
Da sich der US-amerikanische Baseballverband Major League Baseball weigerte, die Aufnahme von MLB-Spielern in die 40-Mann-Kader der Teams zu erlauben, nahmen lediglich MLB-Nachwuchsspieler wie der Milwaukee Brewers-Outfielder Brett Phillips, frühere MLB-Spieler wie Andruw Jones von den Texas Rangers und Stars aus anderen Baseball-Profiligen wie der japanische Pitcher Shohei Ohtani und der südkoreanische Infielder Park Byung-ho an dem Turnier teil.

## Spielstätten
| Gruppe A                | Gruppe A und Viertelfinals                 | Gruppe B                |
| ----------------------- | ------------------------------------------ | ----------------------- |
| Douliu, Taiwan          | Taichung, Taiwan                           | Taipeh, Taiwan          |
| Douliu Baseball Stadium | Taichung Intercontinental Baseball Stadium | Tianmu Baseball Stadium |
| Kapazität: 15.000       | Kapazität: 20.000                          | Kapazität: 10.500       |
|                         |                                            |                         |

| Gruppe B und Viertelfinals             | Gruppe B          | Semifinals und Finale |
| -------------------------------------- | ----------------- | --------------------- |
| Taoyuan, Taiwan                        | Sapporo, Japan    | Tokyo, Japan          |
| Taoyuan International Baseball Stadium | Sapporo Dome      | Tokyo Dome            |
| Kapazität: 20.000                      | Kapazität: 40.467 | Kapazität: 46.000     |
|                                        |                   |                       |

## Spielerauszeichnungen

### All-World Team
| Position          | Spieler                                   |
| ----------------- | ----------------------------------------- |
| Starting Pitcher  | Shohei Ohtani                             |
| Relief Pitcher    | Dustin Molleken                           |
| Catcher           | Humberto Sosa                             |
| First Baseman     | Sho Nakata                                |
| Second Baseman    | Adam Frazier                              |
| Third Baseman     | Hwang Jae-gyun                            |
| Shortstop         | Carlton Daal                              |
| Outfielder        | Randolph Oduber Matt McBride Kim Hyun-soo |
| Designated Hitter | Lee Dae-ho                                |

### Individuelle Auszeichnungen
| Auszeichnung            | Spieler         | Wert |
| ----------------------- | --------------- | ---- |
| Most Valuable Player    | Kim Hyun-soo    |      |
| Leading Hitter          | Matt McBride    | .526 |
| Pitcher mit bestem ERA  | Shohei Ohtani   | 0.00 |
| Pitcher mit bestem W/L  | Chris Leroux    | 2–0  |
| Meiste Runs Batted In   | Sho Nakata      | 13   |
| Meiste Home Runs        | Lin Chih-sheng  | 4    |
| Meiste Stolen Bases     | Randolph Oduber | 3    |
| Meiste Runs             | Tyler O’Neill   | 8    |
| Bester Defensiv-Spieler | Hayato Sakamoto |      |

## Endstand
| Rang | Team                    | W | L |
| ---- | ----------------------- | - | - |
| 1    | Südkorea                | 6 | 2 |
| 2    | Vereinigte Staaten      | 5 | 3 |
| 3    | Japan                   | 7 | 1 |
| 4    | Mexiko                  | 3 | 5 |
| 5    | Kanada                  | 5 | 1 |
| 6    | Kuba                    | 3 | 3 |
| 7    | Niederlande             | 3 | 3 |
| 8    | Puerto Rico             | 2 | 4 |
| 9    | Taiwan                  | 2 | 3 |
| 10   | Venezuela               | 2 | 3 |
| 11   | Italien                 | 0 | 5 |
| 11   | Dominikanische Republik | 0 | 5 |

W = Siege, L = Niederlagen

## Preisgelder
Die World Baseball Softball Confederation vergab insgesamt 3.800.000 Millionen US-Dollar an Preisgeldern für das Turnier:
- Sieger: 1.000.000 US$
- Zweiter Platz: 600.000 US$
- Dritter Platz: 400.000 US$
- Vierter Platz: 300.000 US$
- 5. bis 8. Platz: je 225.000 US$
- 9. bis 12. Platz: je 150.000 US$[8]